# Jakob Hayum
Jakob Hayum (auch: Hayum Jakob; geboren im 17. Jahrhundert in Hadamar; gestorben 1682) war ein deutscher Mediziner und der erste in Mannheim praktizierende Arzt jüdischen Glaubens.

## Leben
Hayum promovierte an der Universität Padua, da an deutschen Universitäten Juden zu diesem Zeitpunkt eine medizinische Promotion noch nicht möglich war. Danach praktizierte er als Arzt in seiner Geburtsstadt Hadamar. In einer Petition erwähnt er auch einen früheren Aufenthalt in Mannheim, bei dem er vielen Einwohnern kostenlos medizinische Hilfe habe zukommen lassen. Vielleicht bezog er sich dabei auf den Pestausbruch 1666.
1674 suchte Hayum beim Kurfürsten um eine Erlaubnis nach, sich in Mannheim ansiedeln zu können. Sein Vater und drei Brüder lebten zu dieser Zeit schon als Kaufleute in Mannheim. Hayum verpflichtete sich, ein Haus zu bauen, was den Voraussetzungen für die Niederlassung entsprach. Seine Niederlassung wurde bewilligt, er war damit der erste jüdische Arzt in Mannheim. Zu dieser Zeit gab es nur einen weiteren Arzt in Mannheim. Hayum behandelte sowohl Juden als auch Christen und erwarb sich dadurch einen guten Namen. Als der Kurfürst Karl Ludwig 1680 schwer erkrankte, wurde Hayum zugezogen, konnte aber nichts mehr für seinen Patienten tun, der kurz darauf verstarb.
Neben seiner Tätigkeit als Arzt betätigte sich Hayum auch gelegentlich als Kaufmann und handelte mit Wein, Pretiosen oder Pferden. Daneben errichtete er Häuser, vor allem für andere Juden. Die Verpflichtung zum Hausbau stellte für ärmere Juden eine finanzielle Belastung dar, die sie dadurch umgehen konnten, dass ein anderer Häuser errichtete. Diese Tätigkeit trug Hayum Vorwürfe der Stadt ein, er zöge Nutzen aus seiner Bautätigkeit, sie sei also nicht nur wohltätig; außerdem würden ärmere Juden angezogen, die der Stadt beschwerlich seien.
Hayum starb 1682 im „besten Mannesalter“; zu diesem Zeitpunkt war er auch Vorsteher der jüdischen Gemeinde.

## Familie
Jacob Hayum hatte zwei Söhne namens Abraham und Elkan. Der ältere, Abraham Haymann, wurde Arzt. Er studierte in Gießen und promovierte wie sein Vater in Padua. Er starb 1721. Dessen Sohn war ebenfalls Arzt und praktizierte in Mannheim. Elkan wurde am 17. Mai 1724 als erster jüdischer Student in Heidelberg unter dem Namen Seligmanus Elkanus Bacharach, Mannheimensis, Judaeus, immatrikuliert.

## Archivalien
Archivalien von und über Jakob Hayum wurden um 1933 im Badischen General-Landes-Archiv beispielsweise unter folgenden Stichworten dokumentiert:
- „Mannheim, Judenrechte 988 (Wacht- und Frongeld betr.)“, sowie
- „[Mannheim] … Judensache 1185 (Anstellung eines Judenarztes betr.)“